# Carlos Martínez Gorriarán
Pour les articles homonymes, voir Carlos Martínez et Martínez.
Carlos Martínez Gorriarán, né le 14 décembre 1959 à Saint-Sébastien (province du Guipuscoa, Espagne), est un professeur de philosophie, essayiste et homme politique espagnol.

## Biographie
Docteur en philosophie de l'Université du Pays basque (1990) et licencié en Histoire à l'Université de Deusto (1981), Carlos Martínez Gorriarán est professeur titulaire d'Esthétique et de théorie des Arts à l'Université du Pays basque depuis 1992. Il est membre du comité de rédaction de la revue Bitarte et il écrit dans ABC, El Correo, El Diario Vasco et El País. 
Pendant sa jeunesse, il milite entre 1976 et 1978 au sein de Iraultza Taldeak, organisation des jeunesses trotskistes de la LKI-ETA (VI). Au cours des années 1990, il s'implique dans la lutte contre l'ETA et il est un des fondateurs du Foro de Ermua en 1997 et de ¡Basta Ya! en 1999 dont il est le porte-parole.

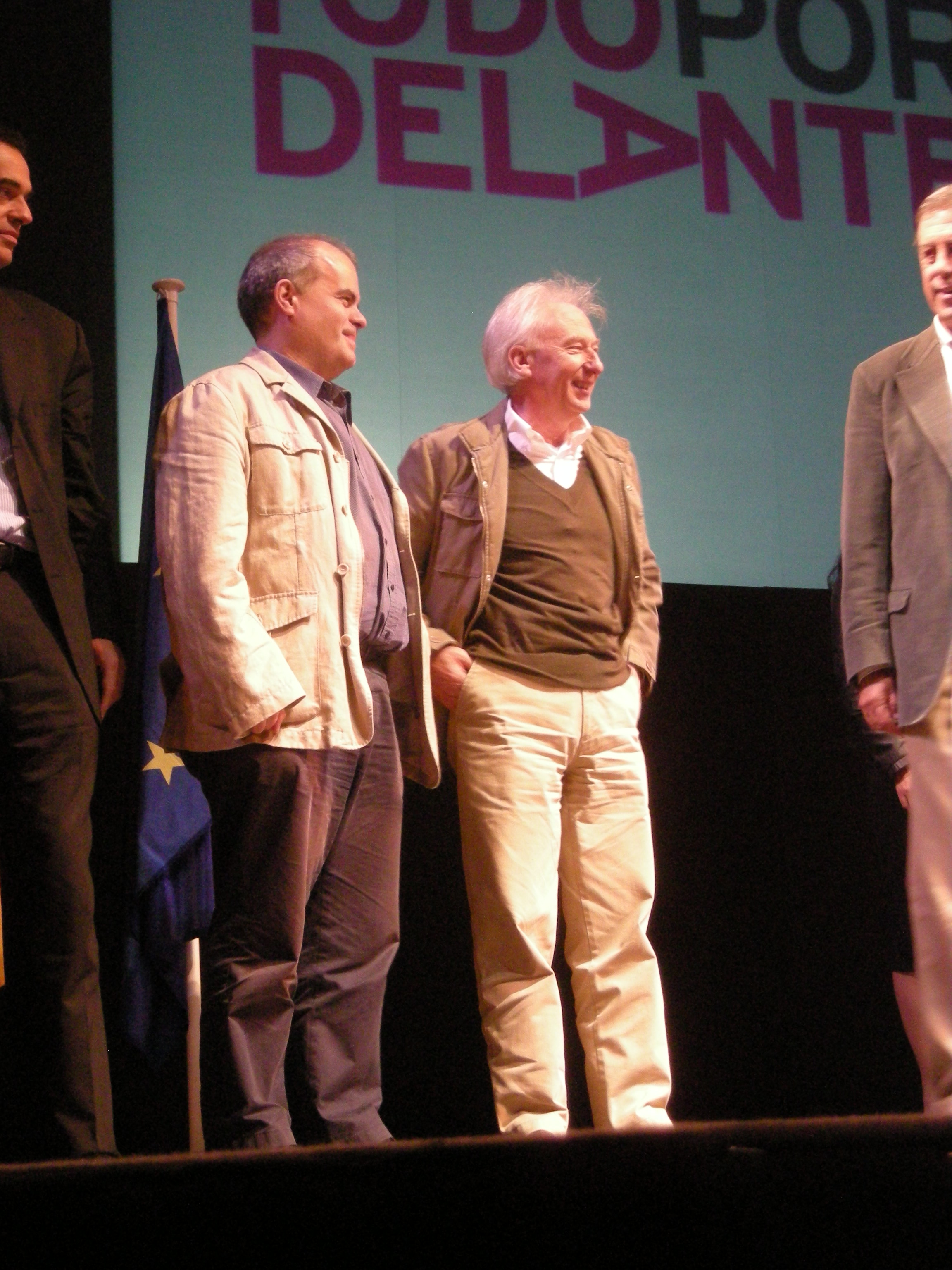
Carlos Martínez Gorriarán et Albert Boadella.

En 2002, il est un des 42 professeurs de l'Université du Pays basque qui signent un manifeste qui dénonce la présence au sein de l'université d' «un réseau mafieux qui utilise le terrorisme pour son propre bénéfice sans que sa collaboration avec l'ETA ait été poursuivie comme il se doit».
En 2007, il est à la tête de Plataforma Pro, surgie de ¡Basta Ya! et d'où avec Rosa Díez il fonde le parti politique Unión Progreso y Democracia (UPyD) en septembre 2007. Au sein d'UPyD, Carlos Martínez Gorriarán fait partie du Conseil de direction et du Conseil politique.
Il est tête de liste dans la circonscription de Valence lors des élections générales de 2008. En 2011, il est numéro 2 sur la liste d'UPyD dans la circonscription de Madrid lors des élections générales. Il est élu député.
En février 2016, il suit les pas de Rosa Díez en quittant UPyD.

## Publications
- Movimientos cívicos, Ediciones Turpial, 2008.
- Casa, provincia, rey: (para una historia de la cultura del poder en el País Vasco), Alberdania, 1993.
- El arte vasco y el problema de la identidad, Alberdania, 1995, (en collaboration avec Imanol Agirre Arriaga).
- Oteiza, un pensamiento sin domesticar: ensayo, San Sebastián; Baroja, D.L. 1989.